# 白井市立白井第一小学校
白井市立白井第一小学校（しろいしりつ しろいだいいちしょうがっこう）は、千葉県白井市根にある公立小学校。

## 概要
1885年（明治18年）、白井橋本401番地に白井小学校を創設する。その後、1936年（昭和11年）に村内学級統合により、根上人塚102番地に白井第一尋常高等小学校を新築創設する。2001年（平成13年）、市制施行に伴い白井市立白井第一小学校となる。白井市の中心部に位置する。

## 沿革
- 1885年（明治18年）- 白井橋本401番地の民家に白井小学校を創設根村長楽寺と谷田の西福寺に中等分校をおく
- 1887年（明治20年）- 学制改正により本校・分校とも廃校となる
- 1887年（明治21年）- 根に尋常小学校を設置する。
- 1888年（明治22年）- 白井第一尋常小学校と改める。
- 1896年（明治29年）- 復の神崎1458番地に白井全域を学区とし単級3ヵ年制の白井高等小学校を創設する
- 1907年（明治40年）- 小学校6年生の実施により、白井尋常小学校に高等小学校を併設し、白井尋常小学校となる。
- 1936年（昭和11年）- 村内学級統合により、白井・根両校廃校となり、根上人塚102番地に白井第一尋常高等小学校を新築創設する。
- 1941年（昭和16年） - 国民学校と改称される
- 1947年（昭和22年） - 5・6・3制に基づき、再び白井第一小学校と改める
- 1954年（昭和29年） - 町村合併により旧永治小学校谷清分校を編入する
- 1956年（昭和31年） - 谷清分校を廃し、東分校を設置する
- 1980年（昭和55年） - 新校舎完成に伴い、木造校舎を解体する
- 1987年（昭和62年） - 東分校を廃し、本校に統合する
- 2001年（平成13年） - 市制施行に伴い、白井市立白井第一小学校となる

## 著名な出身者
- 新浜レオン - 演歌歌手

## 通学区域
- 白井市[1]
  - 神々廻の一部、白井、復の一部、根の一部、木の一部及び河原子の一部の区域

## 進学先中学校
- 公立学校は、白井市立白井中学校[1]。